# Zamek Lumley
Zamek Lumley (ang. Lumley Castle) – XIV-wieczny zamek położony w Chester-le-Street w hrabstwie Durham w Wielkiej Brytanii. Właścielem zamku jest hrabia Scarbrough. Obecnie w zamku działa hotel.

## Historia
Zamek powstał z przekształcenia siedziby rodu Lumley w 1392 roku z zamek  przez sir Ralpha Lumleya, który otrzymał zezwolenie na jego budowę od króla Ryszarda II. W XVI wieku przeszedł w ręce innych rodów, w tym Neville'ów, którzy poszerzyli jego majątek i znaczenie. W XVIII wieku zamek stracił swoje pierwotne funkcje wojskowe, a w XIX wieku zaczęto go przekształcać na miejsce użyteczności publicznej. Od 1976 roku zamek jest wykorzystywany jako hotel. Jest obecnie popularną atrakcją turystyczną, zachowującą elementy swojej średniowiecznej architektury.